# 魏公村駅
座標: 北緯39度57分23.13秒 東経116度19分1.73秒 / 北緯39.9564250度 東経116.3171472度
魏公村駅（ぎこうそんえき）は北京市海淀区に位置する北京地下鉄4号線の駅である。

## 駅構造
島式ホーム1面2線を有する地下駅。

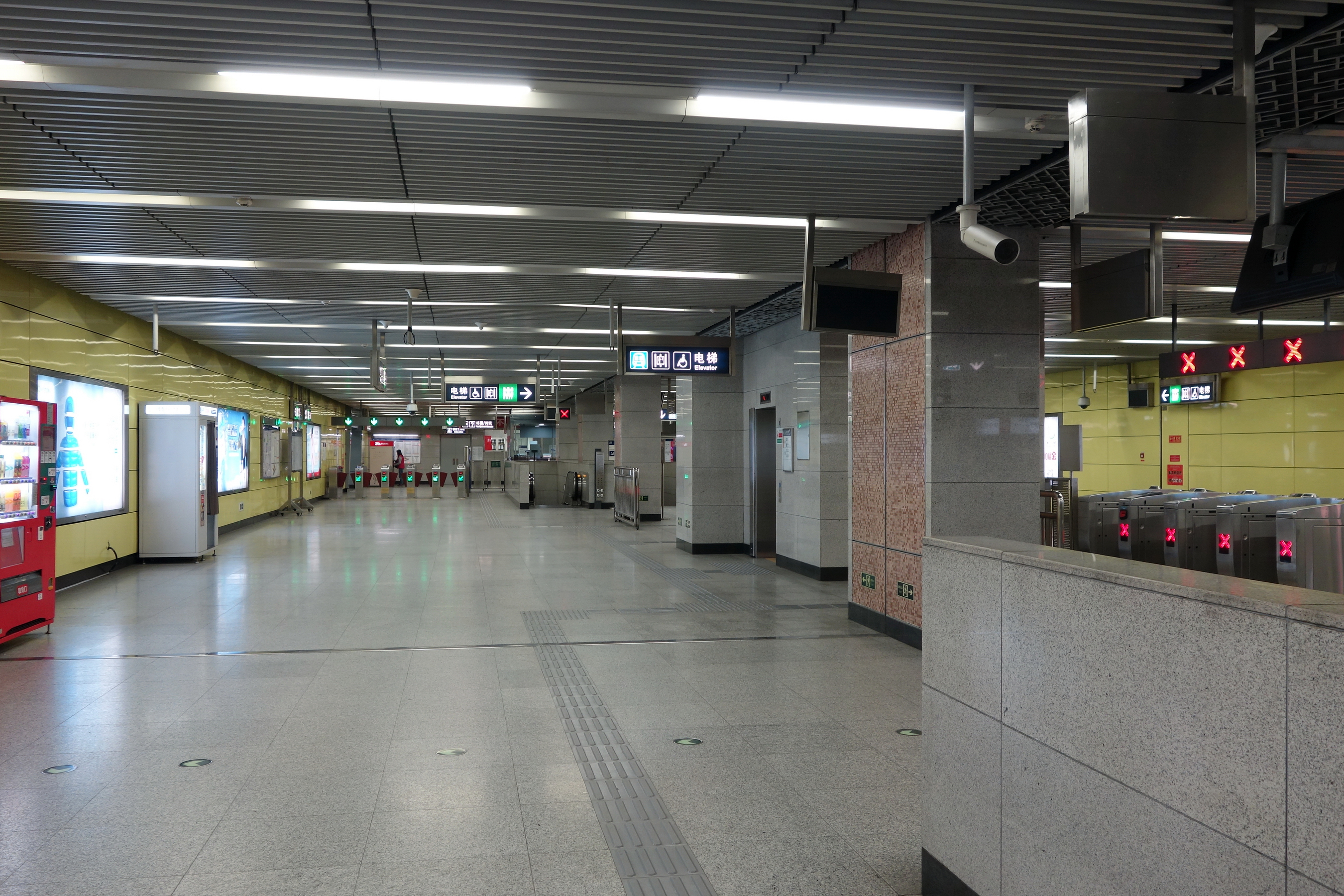
コンコース
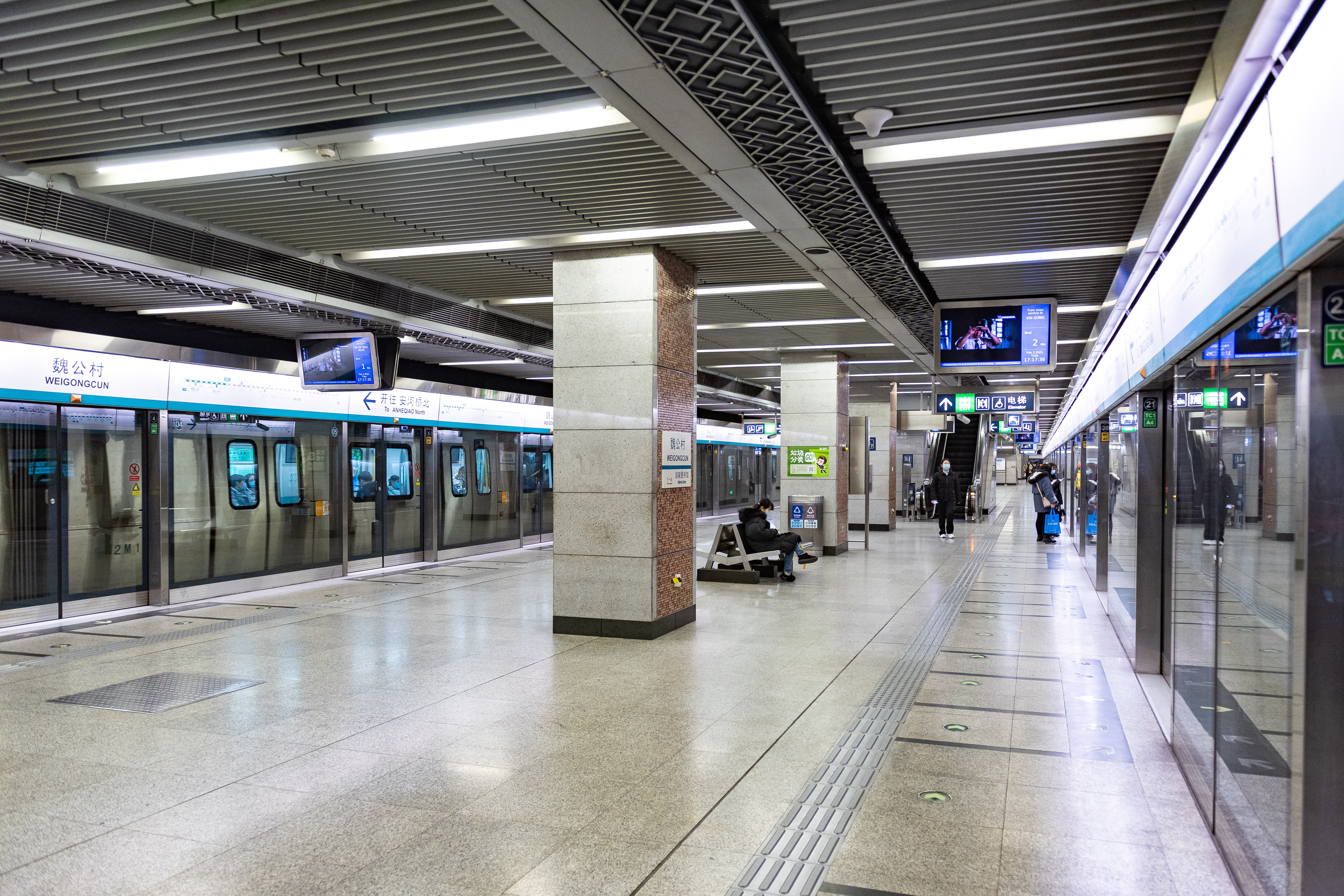
島式ホーム

## 歴史
- 2009年9月28日 - 開業。

## 隣の駅
北京地下鉄
■4号線
国家図書館駅 - 魏公村駅 - 人民大学駅